# Bactrocera perkinsi
Bactrocera perkinsi är en tvåvingeart som först beskrevs av Drew och Albany Hancock 1981.  Bactrocera perkinsi ingår i släktet Bactrocera och familjen borrflugor. Inga underarter finns listade.